# Kakuta Kakuji

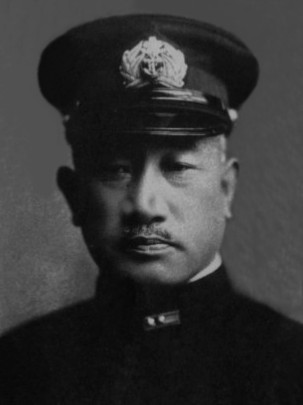
Kakuji Kakuta als Konteradmiral

Kakuta Kakuji (jap. 角田 覚治; * 23. September 1890 in der Präfektur Niigata; † um den 2. August 1944 auf Tinian) war ein Vizeadmiral der Kaiserlich Japanischen Marine. Er kommandierte in der ersten Hälfte des Pazifikkrieges eine Flugzeugträger-Division und war später Kommandeur der 1. Marineluftflotte im Pazifik.

## Leben
Kakuta beendete die Kaiserlich Japanische Marineakademie mit Abschluss 1911 und absolvierte seine Zeit als Seekadett auf den Panzerkreuzern Aso und Ibuki. Als Fähnrich wurde er auf den Geschützten Kreuzer Chiyoda versetzt und diente anschließend, während des Ersten Weltkrieges, als Leutnant auf dem Schlachtschiff Settsu und dem Kreuzer Azuma.
Nach weiteren Abkommandierungen auf das Schlachtschiff Kirishima und einen Zerstörer, wurde er schließlich zum Artillerieoffizier auf dem Geschützten Kreuzer Suma und später auf dem Leichten Kreuzer Tenryū. Bevor er 1924 den Stabslehrgang der Marinehochschule besuchte, hatte er ein Kommando auf dem Kreuzer Yūbari.
Nach Abschluss des Stabslehrgangs 1926 zum Korvettenkapitän befördert, wurde er Artillerieoffizier auf dem gerade fertiggestellten Schweren Kreuzer Furutaka. 1934 bekam er sein erstes eigenes Kommando und wurde Kommandant des Leichten Kreuzers Kiso. Nach Kommandos über die Kreuzer Furutaka und Iwate sowie die Schlachtschiffe Yamashiro und Nagato hatte er einige Verwaltungspositionen inne, darunter die eines Vizerektors der Marineakademie.
Kakuta wurde im November 1939 zum Konteradmiral befördert und als Befehlshaber in der recht neuen japanischen Flugzeugträgerflotte eingesetzt. Er kommandierte die 3. Trägerdivision und führte dabei das Kommando über die Flugzeugträger Ryūjō und Shōhō.
Im Pazifikkrieg, ab Dezember 1941, hatte Kakuta das Kommando über die 4. Trägerdivision, bestehend aus der Ryūjō und dem Geleitflugzeugträger Kasuga Maru. Seine Flotte unterstützte die Landungen japanischer Soldaten auf den Philippinen.
Er nahm im April 1942 an der Attacke im Indischen Ozean teil und kommandierte die japanischen Verbände um die Flugzeugträger Ryūjō und Jun’yō, die Anfang Juni 1942 einen Ablenkungsangriff auf Dutch Harbor durchführten. Am 14. Juli 1942 wurde seine 4. Trägerdivision zur 2. Trägerdivision umgeformt.
Der letzte Einsatz von Flugzeugträgern, in dem Kakuta ein Kommando führte, war im Oktober 1942 die Schlacht bei den Santa-Cruz-Inseln, in der er im zweiten Teil der Schlacht die Jun’yō und die Zuikaku kommandierte, deren Flugzeuge für die Versenkung der Hornet verantwortlich waren. Beide Träger verloren allerdings mehr als die Hälfte ihrer Flugzeuge in dem Einsatz.
Kakuta wurde am 1. November 1942 zum Vizeadmiral befördert und im Zuge der Neuorganisation der verbliebenen japanischen Flugzeugträgerverbände ab dem 1. Juli 1943, zum Kommandeur der 1. Marineluftflotte ernannt. Diese neue Einheit umfasste alle landgestützten Flugzeuge der Marine, die auf den zahlreichen, japanische besetzten Inseln im Pazifik verteilt waren. Kakuta führte seine Einheiten zunächst von seinem Hauptquartier bei Manila aus. Er schickte die ihm unterstellten Verbände ohne ausreichende Ausbildung in Gefechte und sie erlitten durch Angriffe amerikanischer Trägerflugzeuge im Frühjahr und Sommer 1944 so schwere Verluste, dass sie keine entscheidende Rolle mehr spielen konnten. Kakuta wurde nach dem Krieg dafür kritisiert, dass er seinem Vorgesetzten, Admiral Ozawa, das wahre Ausmaß dieser Verluste und die Tatsache verschwieg, dass die Einsätze seiner Flugzeuge gegen die amerikanischen Flugzeugträger weitgehend wirkungslos geblieben waren.
Am 22. Februar 1944 verlegte er das Hauptquartier der 1. Luftflotte nach Tinian. Dort wurde er auch von der amerikanischen Landung auf der Insel überrascht und konnte sie nicht mehr verlassen. Mehrere Versuche, mit kleinen Booten zu einem wartenden U-Boot zu rudern, schlugen fehl. Letztendlich zog er sich mit seinem Stab in eine Höhle an der Küste Tinians zurück. Er übte aber keine Kommandogewalt über die Heerestruppen auf der Insel aus, und auch die Marinetruppen unterstanden nicht seinem direkten Befehl. Er beging vermutlich um den 2. August 1944 Seppuku. Seine Leiche wurde nie gefunden und wohl von seinen Soldaten irgendwo auf der Insel begraben.
Seine Position als Kommandeur der 1. Luftflotte wurde von Vizeadmiral Teraoka Kinpei übernommen.

## Belege und Verweise